# Wish (манга)
Wish — название сёдзё-манги, созданной студией CLAMP. Её часто относят к жанру сёнэн-ай из-за особенностей внешнего облика некоторых персонажей, находящихся в романтических отношениях, и неопределенности их пола. Первый том произведения опубликован 1 июня 1996 года, а последний — 1 августа 1998 года.

## Сюжет
Однажды в поисках архангела ветра Хисуи на Землю спустился маленький ангел Кохаку. Когда Кохаку оказался на Земле на него напала ворона, и, если бы не случайный прохожий, Кохаку пришлось бы туго. Этим прохожим оказался Сюитиро Кудо. За своё спасение Кохаку решил исполнить самое заветное желание Сюитиро, но у Сюитиро не было желания, и поэтому он сказал Кохаку, что ему ничего не нужно. Но Кохаку решил остаться с Сюитиро, пока у того не появится желание.
Даже живя у Сюитиро, Кохаку не забывает о поисках Хисуи, и однажды Кохаку всё-таки нашёл Хисуи, но Хисуи сказал Кохаку, что не собирается возвращаться в рай, а останется на Земле ради сына Сатаны Кокёо. Теперь и сам Кохаку не хочет возвращаться назад в рай. Кохаку предстоит узнать о прошлом Сюитиро, причём из рая посылают остальных архангелов, но Бог милосерден, и у Кохаку есть шанс остаться с Сюитиро навечно.

## Персонажи
Кохаку — неуклюжий ангел, сошедший на Землю в поисках своего наставника архангела Хисуи. Когда он запутался в ветках дерева и был атакован вороной, то был спасён Сюитиро и из-за этого он чувствует себя обязанным исполнить любое его желание, но Сюитиро доволен всем в своей жизни. Кохаку всё равно остаётся жить с Сюитиро, надеясь как-нибудь отплатить ему за добро, но попадает в новые неприятности. Так как Кохаку ещё не обучен, то его тело может оставаться во весь рост только в дневное время, ночью же он уменьшается до размера локтя и становится похож на младенца. Как ангел, он не ест того, что получено из живых организмов, за исключением молока и мёда. От вида мяса ему становится плохо, он старается парить над землёй, чтобы не наступить на траву и насекомых. Ради Сюитиро Кохаку путешествует во времени на 13 лет в прошлое, чтобы узнать об исчезновении матери Сюитиро. Он мог остаться там, если бы ему не помогла мать Сюитиро. Всевышний регулярно приказывает Кохаку вернуться в рай, посылая ему с неба зайчика, невзирая на его долг Сюитиро, потому что Кохаку — единственный ангел, способный петь Древу Жизни, из которого рождаются новые ангелы. Чувства Кохаку к Сюитиро возрастают настолько, что он возвращается на Землю без разрешения Всевышнего. Из-за этого Всевышний лишает Кохаку его сил на сто лет, но это не наказание, так как Сюитиро вскоре умирает и Кохаку засыпает на сто лет, ожидая перерождения Сюитиро, с которым он будет жить счастливо.
Сюитиро Кудо (первое воплощение) — молодой человек, которому исполнилось 29 лет. Одинок, холост, без отца и матери. Работает детским хирургом в больнице, обеспеченный человек. Чистоплотный и аккуратный, вежливый и миролюбивый. Его родители неизвестны, он был подобран его приёмным отцом и был принят дедом как родной. В юности он влюбился в свою слепую приёмную мать, но она не захотела быть с ним и, предсказав, что его приёмный отец умрёт, попросила отнести её к дереву, чьим духом она являлась. Спасает Кохаку с дерева, отгоняя ворону, но не интересуется предложением Кохаку исполнить любое желание. Сюитиро добрый и доверчивый человек, не ищущий компании с окружающими, поэтому никто не подозревает кто живёт в его доме. Когда Кохаку призывают в Рай, он понимает как сильно его любил, и когда Кохаку возвращается, то загадывает своё желание — быть с ним. Вскоре после этого он умирает по естественным причинам.
Сюитиро Кудо (второе воплощение) — молодой человек, 17-летний студент. Живёт на сто лет позже, чем предыдущее воплощение, но у него та же душа. Он живёт в том же доме, что и предыдущий Сюитиро. Кохаку сразу появляется перед ним, предлагая выполнить желание из-за того, что Кохаку так и не смог исполнить его раньше, и просит быть с ним. Несмотря на то что у Сюитиро нет памяти о прошлой жизни и Кохаку, он всё равно принимает окружающий его мир ангелов и демонов и просит Кохаку быть с ним, так что и дальше они живут счастливо вместе.
Хисуи — один из четырёх архангелов, его элемент — ветер. Исчезновение Хисуи во время встречи на мосту между Раем и Адом стало изначальной причиной появления Кохаку на Земле. Неожиданно появляется перед Кохаку и признаётся ему, что влюблён в Кокуё, и заявляет, что из-за этого Хисуи и Кокуё не могут вернуться к себе в Рай или Ад. Дарит Кокуё свою серьгу и глаз, передав половину своих сил ему. Сюитиро предлагает Хисуи и Кокуё остаться в его доме, и там же они живут и дальше, присматривая в течение ста лет за сном Кохаку.
Корю — демон, полная противоположность Кохаку — он может принимать свой полный облик лишь при свете луны, а днём размером с локоть. Любимое времяпрепровождение Корю — отравлять жизнь Кохаку, он получает большое удовольствие от его разочарований. Но, после того как Всевышний лишил Кохаку сил, он беспокоится о его судьбе, особенно после смерти Сюитиро. Проводит своё время вместе с двумя своими помощницами.
Кокуё — единственный сын Сатаны, влюблён в Хисуи. Спустившись с ним на Землю, они начали жить в доме Сюитиро и позже остались в нём, для того чтобы присматривать за сном Кохаку. Кокуё также узнаёт о грядущей внезапной смерти Сюитиро, но Всевышний всячески останавливает его от оглашения остальным правды, давая всему идти своим чередом.
Рури и Хари — идентичные близняшки, кошки-оборотни, подчиняющиеся Корю. Они могут превращаться в домашних кошек, чтобы прятаться и делать всё, что он попросит, а также приносить ему человеческие души. Жаждут поцелуев и ласок от их хозяина. Их можно различить только по их украшениям — Рури носит их в виде круга, а Хари — полосок.
Токи — архангел, его элемент — вода. У Токи репутация хладнокровного существа, скорее всего из-за сурового выражения его лица. В первый раз он появляется, чтобы узнать, почему не вернулся в Рай посланник Всевышнего. Он всегда беспокоится о Кохаку и защищает его в своём молчаливом духе. Имеет в некоторой степени романтические отношения с Рансё и смущается своих чувств к нему.
Рансё — архангел, его элемент — земля. Любит дразнить Кохаку и открыто встречается с Току. Как и Токи, он смущается своих отношений с ним, но всё-таки может признаться в любви. Его верность Всевышнему непоколебима и он беспрекословно исполняет наказание Божье, которое было назначено Хисуи и Кохаку.
Рюки — архангел, его элемент — огонь. Очень вспыльчивый, действует раньше, чем подумает. Влюблён в Хисуи и поэтому уверен, что Хисуи похищен из Рая. Рансё часто даёт Токи разобраться с Рюки. Его сильно ранило то, что Хисуи сильно любит Кокуё, но всё равно он хочет счастья Хисуи и не мешает ему, продолжая вечно ненавидеть Кокуё.
Усаги — маленький белый кролик с крыльями, играет важную роль в манге. Он доставляет сообщения от Всевышнего в виде цветка, которые автоматически исчезают и передаются в сознание получателя. Сообщение Усаги — это то же самое, что и личное сообщение, полученное от Всевышнего. Усаги несколько раз доставляет сообщение Всевышнего Кохаку с требованием вернуться.